# Gultofsad hjälmtörnskata
Gultofsad hjälmtörnskata (Prionops alberti) är en hotad afrikansk fågel som numera placeras i familjen vangor.

## Utseende och läten
Gultofsad hjälmtörnskata är en 20 cm lång, helsvart törnskatsliknande fågel med kontrasterande guldgul tofs. Lätena är musikaliska, med vittljudande dubbla toner från ena individen i paret medan den andra svarar med ett gyllingliknande, bubblande ljud. Även uppåtböjda och dubblerade "dzreeeeooo" hörs, därefter tjattrande ljud typiska för hjälmtörnskator, samt ett vasst, nedåtböjt "zwerp, zwerp" följt av nasala "gurry-gurry", upprepate fyra gånger, följt av ett pipande ljud.

## Utbredning och systematik
Fågeln förekommer enbart i bergsskogar i öst-centrala Kongo-Kinshasa och närliggande sydvästra Uganda. Den behandlas som monotypisk, det vill säga att den inte delas in i några underarter.

### Familjetillhörighet
Hjälmtörnskatorna i Prionops placerades tidigare i en egen familj. DNA-studier visar dock att de står nära vangorna och inkluderas allt oftare i den familjen.

## Status och hot
Gultofsad hjälmtörnskata har en liten världspopulation bestående av uppskattningsvis endast 2 500–10 000 vuxna individer. Den tros också minska i antal till följd av habitatförlust. Fågeln är därför upptagen på internationella naturvårdsunionen IUCN:s röda lista över hotade arter, kategoriserad som sårbar (VU).

## Namn
Fågelns vetenskapliga artnamn hedrar Albert I av Belgien (1875–1934).